# Ахатов, Мубарак Шайхуллинович
Мубарак Шайхуллинович Ахатов — советский хозяйственный и государственный деятель, лауреат Государственной премии СССР за выдающиеся достижения в труде.

## Биография
Родился в 1927 году в деревне Нижнеалькашево. Член КПСС.
В 1938—1944 — рабочий колхоза имени Пушкина Дюртюлинского района Башкирской АССР.
Участник Великой Отечественной и советско-японской войны, рядовой, разведчик 20-го артиллерийского полка
В 1950—1955 — монтажник буровых работ в Бирском районе Башкирской АССР, в 1955—1969 — бригадир-монтажник бурения в Краснокамском районе Пермской области, в 1969—1987 — бригадир-монтажник вышкомонтажного управления в городе Усинске Коми АССР.
За большой личный вклад в наращивание темпов добычи нефти и газа был в составе коллектива удостоен Государственной премии СССР за выдающиеся достижения в труде 1983 года.
Умер в 1998 году в Дюртюлях.

## Награды
- Орден Отечественной войны II степени (1985)
- Орден Трудового Красного Знамени
- Орден Знак Почёта